# Paulianilus
Hellinsia là một chi bướm đêm thuộc họ Pterophoridae.

## Các loài
- Paulianilus conyzae Gibeaux, 1994
- Paulianilus madecasseus (Bigot, 1964)

## Hình ảnh

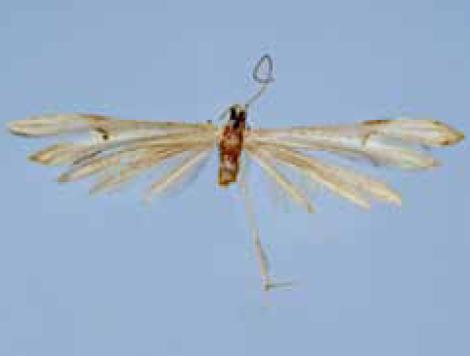
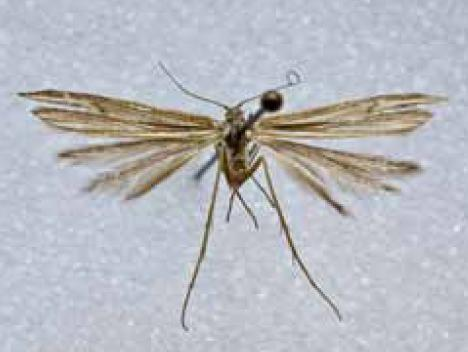
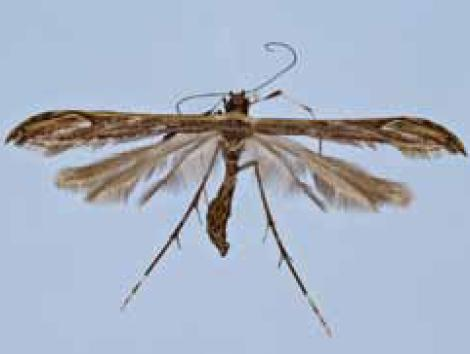
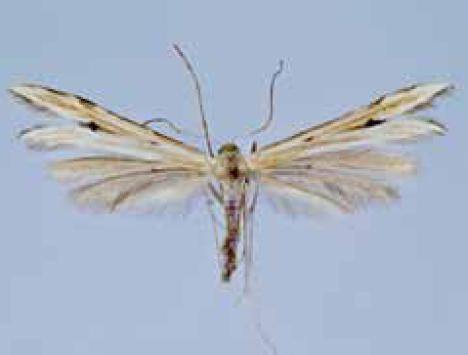